# شوط (محركات)

الاشواط الأربعة في محركات الاحتراق الداخلي:
1: شوط السحب2: شوط الضغط3: شوط الطاقة أو القدرة
4: شوط العادم

شوط (بالإنجليزية: Stroke) في سياق الحديث عن محركات الاحتراق الداخلي يشير مصطلح الـ شوط إلى إحدى المعاني التالية: 
- مرحلة من دورة المحرك (مثل شوط الانضغاط وشوط العادم) ينتقل خلالها المكبس من أعلى إلى أسفل أو العكس.
- نوع دورة الطاقة التي يستخدمها محرك المكبس (على سبيل المثال ، محرك ثنائي الأشواط ، محرك رباعي الأشواط).
- «طول الشوط» وهي المسافة التي يقطعها المكبس خلال كل دورة. طول الشوط - جنبًا إلى جنب مع قطر أسطوانة المحرك- يحددان سعة المحرك.

قد يشير شوط الكباس تحديدا طبقاً للمواصفة القياسية الألمانية DIN 1940 إلى المسافة بين النقطتين الميتتين للكبّاس.